# ماتيو غوالدالبين
ماتيو غوالدالبين (بالإيطالية: Matteo Guardalben)‏ (مواليد 5 يونيو 1974 في نوجارا - إيطاليا) لاعب كرة قدم إيطالي يلعب حاليا لصالح نادي الدرجة الأولى سامبدوريا الإيطالي منذ 2009 في مركز حارس مرمى .